# Europäische Jugendschwimmmeisterschaften 1971

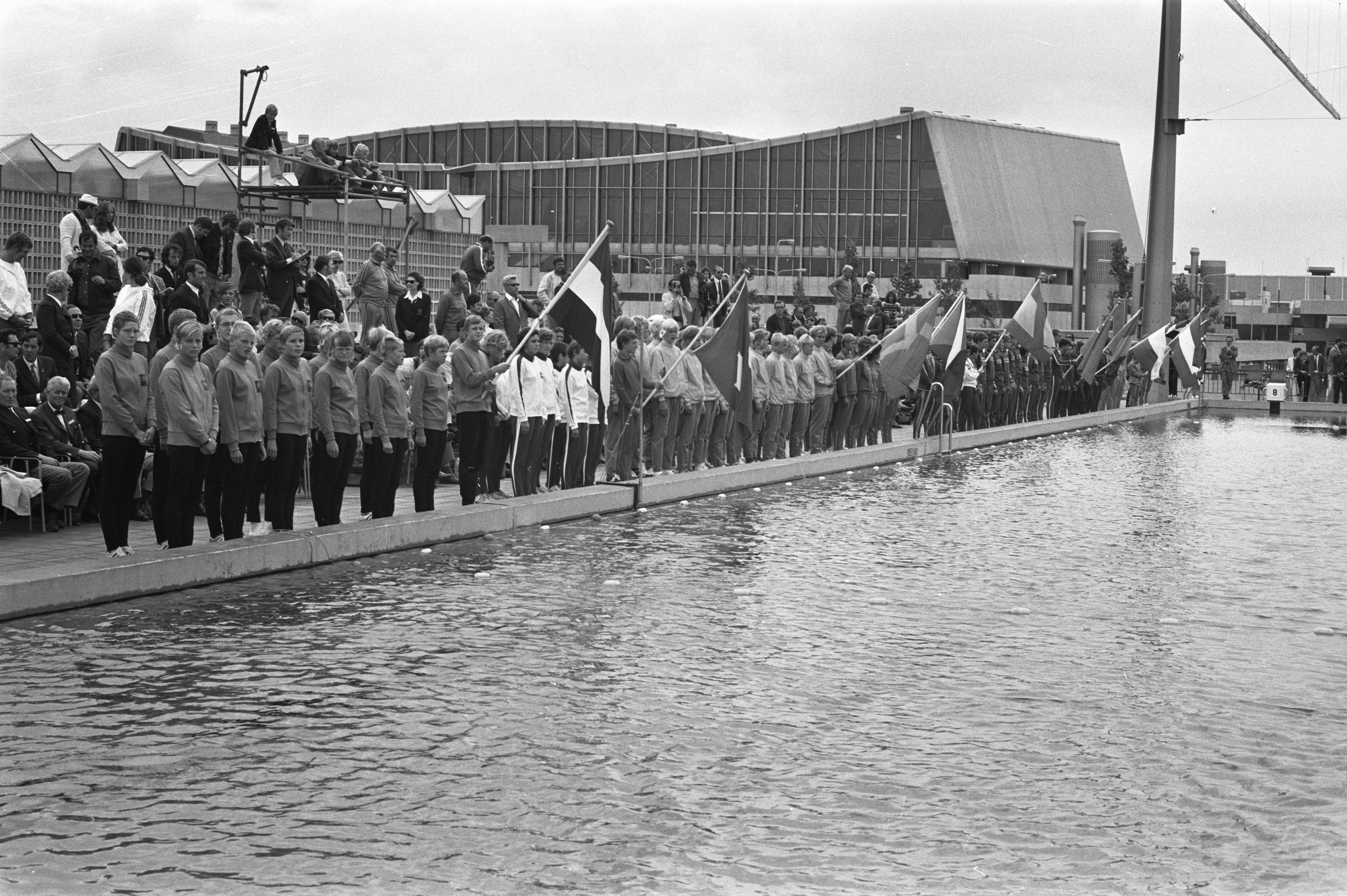
Eröffnungsfeier der Schwimmmeisterschaften

Die 3. Europäischen Jugendschwimmmeisterschaften wurden vom 13. bis zum 15. August 1971 im Schwimmbad De Plompert in der niederländischen Stadt Rotterdam ausgetragen. Teilnahmeberechtigt waren Jungen und Mädchen der Jahrgänge 1956 und jünger. Erfolgreichste Nation wurde die DDR mit insgesamt 23 Medaillen, mit Abstand erfolgreichster Teilnehmer war der Ungar András Hargitay, der sechs Disziplinen für sich entscheiden und eine weitere Bronzemedaille gewinnen konnte.

## Teilnehmer
Bundesrepublik Deutschland
- Reinlinde Chill
- Herr Gessenauer (Brust)
- Herr Gottfried (Schmetterling)
- Herr Haag (Brust)
- Annegret Kober
- Stefan Korsten
- Herr Kube (Schmetterling)
- Ursula Möckel
- Jens Obmann
- Rudi Preußer
- Barbara Schwarzfeldt
- Patricia Siewert
- Rüdiger Wegener

 DDR
- Hannelore Anke
- Andreas Apel
- Christoph Baumbach
- Gernold Ehlers
- Kornelia Ender
- Heidrun Feck
- Petra Fischer
- Cornelia Genseburg
- Jürgen Glas
- Karin Guthke
- Uwe Hartmann
- Susanne Hilger
- Uwe Hinze
- Andrea Hübner
- Horst Kalkbrenner
- Detlef Keil
- Sabine Klafehn
- Petra Körbitz
- Rosemarie Kother
- Anne-Kathrin Leucht
- Thomas Luckau
- Andreas Meier
- Brigitte Mertz
- Roger Pyttel
- Claus Sievert
- Ilona Szymanski
- Frank Taubert
- Petra Tunger
- Detlef Wandrey
- Lutz Wanja

## Ergebnisse

### Jungen
| Disziplin           | Gold              | Silber             | Bronze             |
| ------------------- | ----------------- | ------------------ | ------------------ |
| 100 m Freistil      | András Hargitay   | Pierre Caland      | Roger Pyttel       |
| 400 m Freistil      | András Hargitay   | Juri Wereitinow    | Christoph Baumbach |
| 1500 m Freistil     | René van der Kuil | Jens Obmann        | Inge Andersson     |
| 100 m Rücken        | Lutz Wanja        | Juri Perow         | Igor Fjodorowitsch |
| 200 m Rücken        | Lutz Wanja        | Juri Perow         | Igor Fjodorowitsch |
| 100 m Brust         | Alexander Ananjew | Arvydas Juozaitis  | András Hargitay    |
| 200 m Brust         | András Hargitay   | Alexander Schangin | Alexander Ananjew  |
| 100 m Schmetterling | András Hargitay   | Andreas Apel       | Gernold Ehlers     |
| 200 m Schmetterling | András Hargitay   | Andreas Apel       | Csaba Sós          |
| 200 m Lagen         | András Hargitay   | Zoltán Verrasztó   | Horst Kalkbrenner  |
| Kunstspringen (3 m) | Frank Taubert     | Paolo Nicoletti    | Dawit Hambarzumjan |
| Turmspringen (10 m) | Niki Stajković    | Dawit Hambarzumjan | Sandgijew          |

### Mädchen
| Disziplin           | Gold              | Silber            | Bronze             |
| ------------------- | ----------------- | ----------------- | ------------------ |
| 100 m Freistil      | Anke Rijnders     | Hansje Bunschoten | Lesley Allardice   |
| 400 m Freistil      | Hansje Bunschoten | Anke Rijnders     | Heidrun Feck       |
| 800 m Freistil      | Hansje Bunschoten | Astrid Verver     | Heidrun Feck       |
| 100 m Rücken        | Josien Elzerman   | Susanne Hilger    | Petra Fischer      |
| 200 m Rücken        | Susanne Hilger    | Josien Elzerman   | Brigitte Mertz     |
| 100 m Brust         | Patricia Siewert  | Andrea Hübner     | Raissa Dschilowjan |
| 200 m Brust         | Hannelore Anke    | Patrizia Miserini | Patricia Siewert   |
| 100 m Schmetterling | Anke Rijnders     | Rosemarie Kother  | Eva Andersson      |
| 200 m Schmetterling | Rosemarie Kother  | Věra Faitlová     | Eva Andersson      |
| 200 m Lagen         | Kornelia Ender    | Denise Banks      | Brigitte Mertz     |
| Kunstspringen (3 m) | Ulrika Knape      | Karin Guthke      | Blinowa            |
| Turmspringen (10 m) | Ulrika Knape      | Petra Tunger      | Beverley Williams  |

## Medaillenspiegel
| Platz | Land             | Gold | Silber | Bronze | Gesamt |
| ----- | ---------------- | ---- | ------ | ------ | ------ |
| 1.    | DDR              | 7    | 7      | 9      | 23     |
| 2.    | Niederlande      | 6    | 4      | 0      | 10     |
| 3.    | Ungarn           | 6    | 1      | 2      | 9      |
| 4.    | Schweden         | 2    | 0      | 3      | 5      |
| 5.    | Sowjetunion      | 1    | 6      | 7      | 14     |
| 6.    | BR Deutschland   | 1    | 1      | 1      | 3      |
| 7.    | Österreich       | 1    | 0      | 0      | 1      |
| 8.    | Italien          | 0    | 2      | 0      | 2      |
| 9.    | Großbritannien   | 0    | 1      | 2      | 3      |
| 10.   | Frankreich       | 0    | 1      | 0      | 1      |
| 10.   | Tschechoslowakei | 0    | 1      | 0      | 1      |

## Nachweise
- Federación Española de Natación: Anuario 1972. S. 116–118 (online).
- Vor den Höhepunkten der Saison. In: Neues Deutschland vom 8. August 1971, S. 8.
- 1971 European Junior Swimming Championships. In: intersportstats.com (englisch).